# Oblężenie Kinsale
Oblężenie Kinsale (zwane też Bitwą pod Kinsale) – oblężenie, które miało miejsce od 2 października 1601 do 3 stycznia 1602 i było rozstrzygającym starciem w trakcie irlandzkiej wojny dziewięcioletniej – rebelii wszczętej przez Hugh O’Neilla (Erl of Tyrone), Hugh Roe O’Donnella i innych irlandzkich przywódców klanowych przeciwko angielskiej władzy w Irlandii. Na skutek uczestnictwa wojsk hiszpańskich, oblężenie stanowi część wojny angielsko-hiszpańskiej (1585–1604), konfliktu pomiędzy protestancką Anglią a katolicką Hiszpanią.

## Przyczyny
Pomimo zwycięstwa nad Armadą hiszpańską w roku 1588 oraz niepowodzeń kolejnych ekspedycji hiszpańskich w północnej Europie, Filip III nie zrezygnował z pokonania angielskich wpływów w Europie. W tym celu zaoferował pomoc irlandzkim rebeliantom, w nadziei zablokowania części wojsk angielskich, a tym samym osłabienia pozycji Anglii w Niderlandach, gdzie toczyła się wojna wyzwoleńcza przeciwko Hiszpanii.
Filip wysłał do Irlandii Don Juana de Aquilę i Don Diego Brochero na czele 6 000 żołnierzy, wyposażonych w znaczną ilość broni i amunicji. Siłom tym towarzyszył kontrowersyjny jezuita James Archer. Okręt z większą liczbą weteranów i bronią nie dotarł jednak finalnie do Anglii i w dniu 2 października 1601 r. w Kinsale, na południe od Cork wylądowało zaledwie 3 400 ludzi.
Gdy Lord Deputy of Ireland, Charles Blount (1 Earl of Devon, Lord Mountjoy) dowiedział się o lądowaniu sił hiszpańskich, wysłał natychmiast większe siły w kierunku miasta Kinsale. W tym samym czasie rozdzielone siły O’Neilla oraz O’Donnella w sile 5 000 piechoty i 700 kawalerzystów rozpoczęły marsz 480 km trudniej drogi ku miastu.

## Oblężenie
Siły Blounta nie były w stanie całkowicie oskrzydlić miasta, udało im się jednak zająć kilka położonych w pobliżu wzniesień, z których mogły prowadzić ostrzał artyleryjski wojsk hiszpańskich. Kawaleria angielska wkroczyła w tym czasie do okolicznych wiosek, niszcząc uprawy i zabijając bydło. Taktyka ta spowodowała jednak, że Anglicy sami już wkrótce zaczęli cierpieć na braki w zaopatrzeniu.
Na początku grudnia ciężkie warunki pogodowe i braki żywności spowodowały śmierć wielu żołnierzy angielskich na czerwonkę i gorączkę.
W międzyczasie niewielka grupa Hiszpanów wzmocniła siły irlandzkie. Dnia 24 grudnia 1601 r. Irlandczycy i ich sprzymierzeńcy rozpoczęli atak, w którym udział wzięły 3 grupy armii dowodzone kolejno przez Richarda Tyrella, Hugh O’Neilla i Hugh O’Donnella. Na skutek złej komunikacji i częściowo nieporozumień między przywódcami, rebeliantom nie udało się osiągnąć zamierzonego celu, jakim było zdobycie obozu wroga. Wywiadowcy angielscy odkryli wcześniej ich zamiary, wobec czego Blount skierował swoje siły na wzgórze położone na północny zachód od miasta, gdzie nastąpiło spotkanie obu armii.
Siły O’Neilla kontrolowały wzgórze, na którym przygotowały się do obrony. Pozostałe grupy rozmieszczone były na skrzydłach. Po jakimś czasie głównodowodzący zarządził jednak wycofanie tych sił w kierunku otaczających  teren moczarów, w nadziei zwabienia kawalerii angielskiej. W walce, która się wywiązała, Anglicy, przeważający liczebnie nad przeciwnikiem, rozbili powstańców. Komendant hiszpański w Kinsale Aquila uznał odgłosy walki za podstęp ze strony Anglików, chcących wywabić jego siły z miasta, i nie wysłał wsparcia. Nakazał on swoim ludziom przekazanie miasta, jak sądził, zbliżającym się zwycięskim wojskom irlandzkim. Gdy ujrzał sztandary angielskie, było już za późno. Aquila zbiegł pośpiesznie na okręt hiszpański.
Po krótkiej strzelaninie Anglikom udało się zająć Kinsale, następnie rozpoczęto rozmowy pokojowe z Aquilą. Porażka ta położyła kres hiszpańskiemu wsparciu w Irlandii i zakończyła główną część powstania. Ocalałe wojska irlandzkie wycofały się do Ulsteru, gdzie dwa lata później zakończono wojnę.